# Plagithmysus finschi
Plagithmysus finschi är en skalbaggsart som beskrevs av Edgar von Harold 1880. Plagithmysus finschi ingår i släktet Plagithmysus och familjen långhorningar. Inga underarter finns listade i Catalogue of Life.